# Omaha (pokervariant)
 For alternative betydninger, se Omaha (flertydig). (Se også artikler, som begynder med Omaha)
Omaha hold'em eller som regel bare Omaha er en pokervariant hvor hver spiller får fire lukkede kort. Derudover uddeles der fem åbne fælleskort. Hver spiller skal danne den bedste pokerhånd på fem kort bestående af nøjagtig to af spillerens lukkede kort og tre af fælleskortene. Spillet foregår i øvrigt efter samme principper som Texas hold'em.
Før hver hånd lægger hver spiller evt. en ante. Spilleren til venstre for kortgiveren lægger endvidere en small blind, mens spilleren to pladser til venstre for kortgiveren lægger en big blind. De to blinds er et blindt bud, og small blind er normalt halvdelen af big blind. Derefter gives fire kort med billedsiden nedad til hver spiller (ét af gangen). Efter kortgivningen følger første budrunde der starter med spilleren til venstre for big blind. Når første budrunde er overstået, lægges tre kort (the flop) med billedsiden opad midt på bordet. Herefter følger anden budrunde. Når denne er forbi, lægges endnu et åbent kort på bordet (the turn) fulgt af tredje budrunde. Derefter lægges et femte åbent kort på bordet (the river) som efterfølges af fjerde og sidste budrunde. Efter sidste budrunde er der showdown, og bedste hånd vinder puljen.
Spilforløbet er altså som følger
- ante (hvis der spilles med ante) og blinds lægges
- der gives fire lukkede kort til hver spiller
- første budrunde
- der lægges tre åbne kort på bordet (flop)
- anden budrunde
- der lægges et åbent kort på bordet (turn)
- tredje budrunde
- der lægges et åbent kort på bordet (river)
- fjerde og sidste budrunde
- showdown

Omaha kan ligesom Texas hold'em spilles i forskellige limit-varianter: fixed limit, pot-limit og no-limit. Især pot-limit Omaha (PLO) er en almindelig variant.
I modsætning til Texas hold'em spilles Omaha ofte som high/low split, dvs. hvor højeste og laveste hånd deler puljen. Omaha high/low spit spilles normalt som fixed limit, og det er normalt varianten eight or better (Omaha/8) der anvendes. Her får laveste hånd kun andel i puljen hvis højeste kort er en otter eller derunder. Ellers vinder højeste hånd hele puljen. Til højeste og laveste hånd kan man anvende forskellige af de fire lukkede kort.
Omaha/8 er en af disciplinerne i pokerens femkamp, HORSE.